# DAP Helicópteros
DAP Helicópteros es una aerolínea chilena de helicópteros con sede en Punta Arenas. Realiza servicios comerciales y charter en el área de la Patagonia sur, y también realiza vuelos para la Empresa Nacional del Petróleo. Su base principal es el Aeropuerto Internacional Presidente Carlos Ibáñez del Campo, en Punta Arenas.

## Historia
La aerolínea es la división de helicópteros de Aerovías DAP, la cual fue fundada en 1979 y pertenece completamente a la familia Pivcevic. El nombre DAP es el acrónimo de su creador, el empresario puntarenense Domingo Andrés Pivcevic.

## Flota
La flota de DAP Helicópteros comprende:
- 4 Eurocopter AS 355 F Twinstar para operaciones petrolíferas fuera de la costa.
- 5 MBB Bo 105 CB-4 para servicios médicos de emergencia; tres están ubicados en el helipuerto de Lo Aguirre en Santiago de Chile mientras que uno está en Punta Arenas y el otro en la Antártica.
- 4 MBB Bo 105 CBS-4.
- 1 Eurocopter EC-135.
- 1 Eurocopter AS350 Ecureuil.

El acuerdo entre DAP y la Empresa Nacional del Petróleo (ENAP) implicó la renovación de los helicópteros que actualmente están en uso.